# Cornélio (Titov)
Cornélio (nascido: Konstantin Ivanovich Titov, em russo: Константи́н Ива́нович Тито́в; 01 de agosto de 1947, Orekhovo-Zuievo, Oblast de Moscou, RSFS da Rússia, URSS) é bispo da Igreja Ortodoxa Russa dos Velhos Crentes. Desde 23 de outubro de 2005 é o primaz da Igreja, com o titulo "Metropolita de Moscou e Toda a Rússia".